# Wulfener Bruch
Koordinaten: 51° 51′ 41″ N, 11° 54′ 10″ O

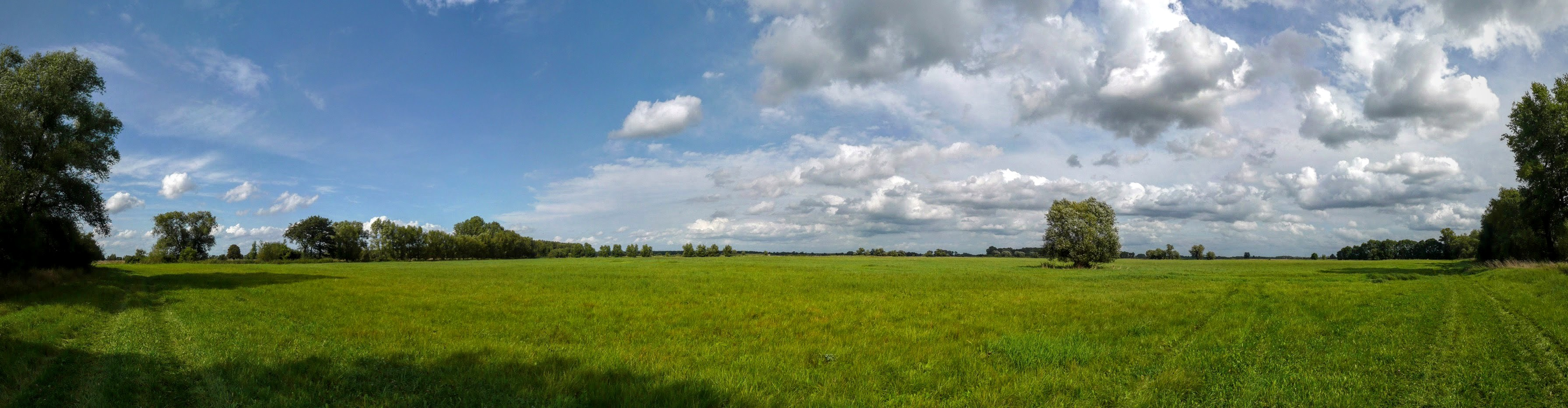
Wulfener Bruch

Der Wulfener Bruch ist ein Feuchtwiesengebiet im Landkreis Anhalt-Bitterfeld westlich der Stadt Dessau. Teile des Areals werden durch das Naturschutzgebiet Wulfener Bruchwiesen geschützt. Das Schutzgebiet beherbergt seltene Tierarten und wird zum Erhalt der Landschaft mit Heckrindern und Pferden beweidet.

## Beschreibung
Das Gebiet liegt westlich der Stadt Dessau im Altkreis Köthen. Die Fläche umfasst über 800 ha und ist Teil des Biosphärenreservats Flusslandschaft Elbe. Kernstück ist das Naturschutzgebiet Wulfener Bruchwiesen, das aus zwei räumlich voneinander getrennten Flächen besteht, die zusammen 430 ha umfassen. Die Landschaft ist von Feuchtwiesen geprägt, die mit Gehölzen durchsetzt sind.

## Tierwelt
Zur Tierwelt des Feuchtgebietes gehören seltene Arten wie Kiebitz und Bekassine, die in Einzelpaaren auch brüten. Weitere Brutvögel sind Braun- und Schwarzkehlchen, Rotmilan, Schwarzmilan, Schafstelze, Feldlerche, Grauammer und Wachtel. Das Gebiet bildet zudem die südwestlichste Verbreitungsgrenze der Rotbauchunke. Zum Erhalt der Landschaft wird das Gebiet mit Heckrindern beweidet. Inzwischen leben auf 80 ha Fläche etwa 50 Heckrinder und wenige Przewalski-Pferde. Zur Gewinnung von Winterfutter stehen zudem 12 ha Vergleichsfläche zur Verfügung.